# Lorna Fitzgerald
Lorna Katie Fitzgerald (Northampton, 8 de marzo de 1996) es una actriz inglesa, más conocida por haber interpretado a Abi Branning en la serie EastEnders. 

## Biografía
Tiene dos hermanas mayores, Corinne y Abigail Fitzgerald.
Salió con Keyhole "Keo" Reid, pero la relación terminó en noviembre de 2014.

## Carrera
Apareció en la película Cherisshed (2005), donde interpretó a Jade Canning. Ese mismo año apareció en la serie médica Casualty interpretando a Polly Farrel. Además, apareció en varios episodios en la serie The Golden Hour, donde dio vida a Jasmine Campbell, y en Acording to Bex, donde interpretó a Bex de joven.
El 3 de julio de 2006, se unió al elenco principal de la exitosa serie británica EastEnders, donde interpretó a Abi Branning, hasta el 19 de enero de 2018 después de que su personaje muriera luego de que su familia decidiera desconectar su soporte de vida luego de quedar con muerte cerebral después de sufrir un accidente al caer desde el techo de un edificio.

## Filmografía

### Series de televisión
| Año         | Título           | Personaje        | Notas              |
| ----------- | ---------------- | ---------------- | ------------------ |
| 2006 - 2018 | EastEnders       | Abi Branning     | 917 episodios      |
| 2005        | The Golden Hour  | Jasmine Campbell | 4 episodios        |
| 2005        | Casualty         | Polly Farrell    | episodio "Animals" |
| 2005        | According to Bex | Joven Bex        | 8 episodios        |

### Películas
| Año  | Título               | Personaje     | Notas                                                                      |
| ---- | -------------------- | ------------- | -------------------------------------------------------------------------- |
| 2005 | Cherished            | Jade Cannings | junto a Sarah Lancashire, Amber Wollen, Timothy Spall & Geoffrey Greenhill |
| 2004 | Big Girl Little Girl | Joven Bex     | corto - junto a Dan Antopolski, Melanie Gutteridge & Donna McCabe          |

## Premios y nominaciones
| Año  | Categoría              | Premio             | Serie      | Resultado |
| ---- | ---------------------- | ------------------ | ---------- | --------- |
| 2017 | Best Bad Girl          | Inside Soap Award  | EastEnders | Nominada  |
| 2012 | Best Young Performance | British Soap Award | EastEnders | Ganadora  |